# Syntrichia caninervis
Syntrichia caninervis là một loài Rêu trong họ Pottiaceae. Loài này được Mitt. miêu tả khoa học đầu tiên năm 1859.